# Mille Miglia 1929

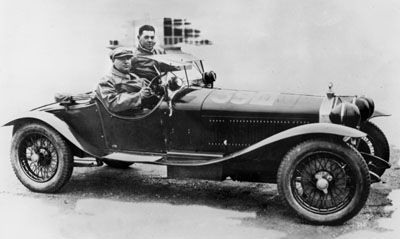
Die späteren Rennsieger Giuseppe Campari und Giulio Ramponi im Alfa Romeo 6C 1750 SS Spider Zagato vor dem Rennstart

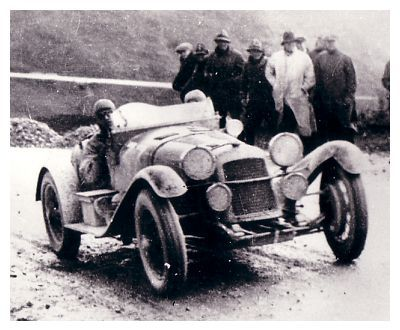
Baconin Borzacchini und Ernesto Maserati im Maserati 26R am Raticosapass

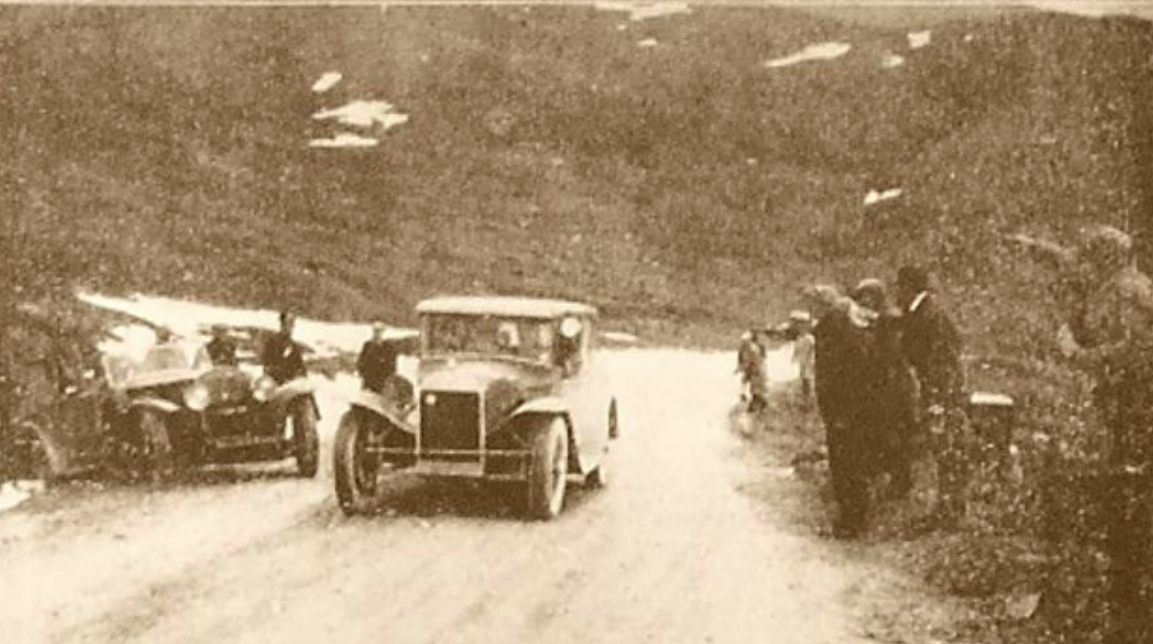
Die Schauspielerin Mimì Aylmer passiert in ihrem Lancia Lambda Berlina einen verunfallten Konkurrenten

Die dritte Mille Miglia fand am 13. und 14. April 1929 statt; sie führte über 1621 km von Brescia nach Rom und wieder zurück nach Brescia.

## Das Rennen

### Die Route
Brescia – Montichiari – Asola – Piadena – Casalmaggiore – Parma – Reggio nell’Emilia – Bologna – Raticosapass – Futapass – Florenz – Poggibonsi – Siena – Radicofani – Viterbo – Monterosi – Rom – Terni – Sommapass – Spoleto – Perugia – Gubbio – Castelraimondo – Tolentino – Macerata – Loreto – Ancona – Pesaro – Rimini – Forlì – Bologna – Ferrara – Rovigo – Padua – Noale – Treviso – Feltre – Venedig – Verona – Brescia

### Teams, Fahrzeuge und Fahrer
Entgegen den schlechten Prognosen einiger Politiker und Sportjournalisten blieben die beiden ersten Mille Miglias, 1927 und 1928, bis auf den Tod von Elindo Ugolini, ohne schwere Zwischenfälle. Bereits im zweiten Jahr hatte sich das oberitalienische Rennen von Stadt zu Stadt als namhafte Veranstaltung etabliert. Die auf Sizilien ausgetragene Targa Florio war für viele Norditaliener ein Rennen des Südens, dem sie wenig Aufmerksamkeit entgegenbrachten. Im Gegensatz dazu war die Mille Miglia von Anfang an ein Rennen des Nordens. Das Interesse nichtitalienischer Hersteller und Rennteams an der Veranstaltung blieb zur Enttäuschung der Organisatoren jedoch weitgehend aus. Waren 1928 mit Bugatti, LaSalle und Chrysler noch ein französisches und zwei US-amerikanische Teams am Start gewesen, gab es 1929 keine Meldung aus dem Ausland. Nach wie vor bevorzugten die europäischen Automobilhersteller das 24-Stunden-Rennen von Le Mans als Ausdauer- und Langstreckenrennen. Einen zusätzlichen Einfluss auf die Nennliste hatte der am selben Wochenende gefahrene Große Preis von Monaco.
Unter den vielen gemeldeten Alfa Romeos befanden sich fünf Werkswagen. Die Werks-Alfa Romeo 6C 1750 SS Spider Zagato erhielten von Vittorio Jano Motoren mit höherer Verdichtung als das bei den Aggregaten der Privatfahrer der Fall war. Die Vorjahressieger Giuseppe Campari und Giulio Ramponi bildeten erneut ein Fahrer-Beifahrer-Gespann. Die weiteren Wagen wurden von Ferdinando Minoia, dem Sieger von 1927, Gastone Brilli-Peri, Achille Varzi (mit Gioacchino Colombo als Beifahrer) und dem jungen Carlo Maria Pintacuda gefahren. Im Vorjahr waren die schweren Officine-Meccaniche-Werkswagen gegen die agilen Alfa Romeo zu langsam gewesen. Mit den überarbeiteten OM Tipo 665 SMM wollte die Teamleitung des Unternehmens aus Brescia die Konkurrenz aus Mailand (Alfa Romeo) herausfordern. Gefahren wurden die Wagen von Antonio Brivio, Tazio Nuvolari und dem ehemaligen Motorrad-Rennfahrer Luigi Arcangeli. Der vierte Rennwagen war mit Aymo Maggi und Franco Mazzotti, zwei der Gründer des Rennens, besetzt. Den einzigen Maserati-Werkswagen steuerten Baconin Borzacchini und Ernesto Maserati. Für Lancia gingen der im Vorjahr so überraschend stark fahrende Testfahrer Luigi Gismondi und Luigi Scarfiotti an den Start. 
1929 begannen zwei Traditionen, die in Zukunft das Bild der Mille Miglia in der medialen Öffentlichkeit prägten. Fast die Hälfte der Starter waren junge Amateurfahrer, die in ihren von lokalen Mechanikern vorbereiteten Straßenwagen ins große Abenteuer Mille Miglia starteten und von den Profifahrern als Fahrende Schikanen bezeichnet wurden. Um mögliche Absprachen zwischen Fahrern zu verhindern, wurden die Startnummern knapp vor dem Rennstart erstmals verlost.
Schauspieler, Politiker und Playboys entdeckten das Rennen und gingen als Prominente an den Start. 1929 fanden sich im Teilnehmerfeld auch die ersten weiblichen Starter, darunter die Schauspielerin Mimì Aylmer und Italiens bekannteste Rennfahrerin Maria Antonietta Avanzo.

### Der Rennverlauf
Das Rennen begann auf regennasser Fahrbahn. Bis Bologna regnete es leicht, dann klarte der Himmel auf. In der Hauptstadt der Emilia-Romagna führte Baconin Borzacchini im Maserati fünf Minuten vor dem Alfa Romeo von Campari und Ramponi. Aymo Maggi war nach einem Schaden an der Kraftübertragung des OM bereits ausgeschieden. Sein Teamkollege Tazio Nuvolari hatte einen Unfall, konnte jedoch weiterfahren. Bei der Wende in Rom lag Borzacchini noch immer in Führung, der Fluch wer in Rom in Führung liegt, kann die Mille Miglia nicht gewinnen traf auch ihn. Auf dem Weg zur Adria ging die Kraftübertragung des Maserati kaputt. Achille Varzi verlor den möglichen Sieg durch einen Wagenbrand. Öl war ausgelaufen und hatte Teile der heißen Karosserie in Brand gesetzt. Varzi musste anhalten, um das Feuer zu löschen. Die dabei verlorene Zeit kostete ihm den Gesamtsieg. Im Ziel fehlten ihm 12 Minuten auf die Sieger Giuseppe Campari und Giulio Ramponi, die ihren Vorjahressieg wiederholten. Nach einem späten Reifenschaden retten sie 10 Minuten Vorsprung auf den OM Tipo 665 SMM von Giuseppe Morandi und Archimede Rosa. Da der Viertplatzierte Ermenegildo Strazza im Lancia Lambda Spider Casaro nur eine Minute hinter Achille Varzi ins Ziel kam, gab es bei der dritten Auflage den knappsten Zieleinlauf der ersten vier in der Geschichte der Mille Miglia.

## Ergebnisse

### Schlussklassement
| 1               | 1.5-5.0 | 39  | SA Alfa Romeo       | Giuseppe Campari Giulio Ramponi             | Alfa Romeo 6C 1750 SS Spider Zagato | 18:04:23,000 |
| 2               | 1.5-5.0 | 61  |                     | Giuseppe Morandi Archimede Rosa             | OM Tipo 665 SMM                     | 18:14:14,000 |
| 3               | 1.5-5.0 | 73  | SA Alfa Romeo       | Achille Varzi Gioacchino Colombo            | Alfa Romeo 6C 1750 SS Spider Zagato | 18:16:14,400 |
| 4               | 1.5-5.0 | 79  |                     | Ermenegildo Strazza Attilio Varallo         | Lancia Lambda Spider Casaro         | 18:17:41,400 |
| 5               | 1.5-5.0 | 86  |                     | Pietro Ghersi G. Guerrini                   | OM Tipo 665 MM 2.107                | 18:55:08,000 |
| 6               | 1.5-5.0 | 43  | SA Alfa Romeo       | Ferdinando Minoia Attilio Marinoni          | Alfa Romeo 6C 1750 SS Spider Zagato | 19:01:44,000 |
| 7               | 1.5-5.0 | 98  |                     | Gualtiero Natali Alfonso Zampieri           | Alfa Romeo 6C 1750 SS               | 19:04:37,000 |
| 8               | 1.5-5.0 | 53  |                     | Guglielmo Carraroli R. Munaron              | Alfa Romeo 6C 1750 SS               | 19:07:42,000 |
| 9               | 1.5-5.0 | 100 |                     | Franco Cortese Angelo Guatta                | Alfa Romeo 6C 1750 SS Spider Zagato | 19:16:46,000 |
| 10              | 1.5-5.0 | 102 | SA Alfa Romeo       | Carlo Maria Pintacuda A. Bornigia           | Alfa Romeo 6C 1750 SS Spider Zagato | 19:17:17,000 |
| 11              | 1.5-5.0 | 90  | Lancia              | Luigi Scarfiotti F. Lasagna                 | Lancia Lambda                       | 19:20:59,000 |
| 12              | 1.5-5.0 | 85  | Officine Meccaniche | Tazio Nuvolari Nino Greggio                 | OM Tipo 665 SMM                     | 19:40:02,400 |
| 13              | 1.5-5.0 | 76  |                     | Giovanni Battista Guidotti Francesco Pirola | Alfa Romeo 6C 1500 SS Siluro Ghia   | 19:40:36,400 |
| 14              | 1.5-5.0 | 41  | Lancia              | Luigi Gismondi G. Valsania                  | Lancia Lambda Spider Casaro         | 19:43:37,400 |
| 15              | 1.5-5.0 | 93  |                     | L. Beretta E. Fumagalli                     | Alfa Romeo 6C 1500 SS               | 20:36:16,400 |
| 16              | 1.5-5.0 | 75  |                     | Giulio Foresti Vincenzo Coffani             | OM Tipo 665 SMM                     | 20:45:20,000 |
| 17              | 1.5-5.0 | 71  |                     | Elio Scampini A. Bogani                     | Alfa Romeo 6C 1500 SS               | 20:45:57,000 |
| 18              | 1.5-5.0 | 42  |                     | A. Negroni Carlo Sozzi                      | Alfa Romeo 6C 1500 SS               | 21:31:59,000 |
| 19              | 1.5-5.0 | 83  |                     | R. Foligno V. Trucco                        | Lancia Lambda Testa R.P.            | 21:57:17,400 |
| 20              | 1.5-5.0 | 40  |                     | A. Muro G. Beltramelli                      | OM Tipo 665 SMM                     | 21:57:53,000 |
| 21              | 1.5-5.0 | 97  |                     | O. Peverelli C. Dell’Orto                   | Alfa Romeo 6C 1750 SS               | 22:33:34,200 |
| 22              | 1.5-5.0 | 35  |                     | Gioacchino Leonardi Ezio Barbieri           | Chrysler                            | 22:43:25,000 |
| 23              | 1.5-5.0 | 58  |                     | Girolamo Francesconi C. Vaiarini            | OM Tipo 665 SMM                     | 22:48:11,000 |
| 24              | 1.5-5.0 | 54  |                     | E. Ricchetti G. Ferluga                     | Bugatti T43                         | 23:20:59,000 |
| 25              | 1.5-5.0 | 44  |                     | Giorgio Ambrosini Piero Dusio               | Fiat Siata 521 Corto                | 23:39:12,200 |
| 26              | 1.1     | 20  |                     | Ernesto Tamburi C. Ricceri                  | Fiat 509S                           | 24:13:22,000 |
| 27              | 1.1     | 4   |                     | Piero Bucci M. Cingolani                    | Fiat 509S                           | 24:21:19,000 |
| 28              | 1.1     | 29  |                     | Luigi Apollonio L. Gagliardini              | Fiat 509S                           | 24:34:34,000 |
| 29              | 1.5-5.0 | 57  | Mimì Aylmer         | Mimì Aylmer Eugenio Strignasacchi           | Lancia Lambda Berlina               | 24:51:39,000 |
| 30              | 1.1     | 23  |                     | Alfredo Ferrarin V. Monti                   | Fiat 509S                           | 25:13:07,400 |
| 31              | 1.5-5.0 | 87  |                     | Umberto Klinger C. Guglielmini              | OM Tipo 665 S                       | 25:25:51,400 |
| 32              | 1.5-5.0 | 45  |                     | Angelo Facchetti Z. Maffezzoni              | Fiat 520                            | 25:42:02,400 |
| 33              | 1.1     | 3   |                     | Antonio Zanelli G. Annunziati               | Fiat 509S                           | 25:42:59,000 |
| 34              | 1.5-5.0 | 92  |                     | F. Artelli A. Maturi                        | Alfa Romeo RLSS                     | 25:49:26,000 |
| 35              | 1.1     | 17  |                     | F. Lecchini P. Simoni                       | Fiat 509S                           | 27:39:44,000 |
| 36              | 1.1     | 26  | Oreste De Martis    | Oreste De Martis Tucci                      | Fiat 509S                           | 28:16:13,000 |
| 37              | 1.5-5.0 | 104 |                     | M. Peretti L. Lupini                        | Buick                               | 28:30:26,000 |
| 38              | 1.5-5.0 | 48  |                     | Artiro Mercanti A. Viscardi                 | Lancia Lambda Berlina               | 28:50:08,400 |
| 39              | 1.1     | 11  |                     | S. Tibida U. Suvieri                        | Derby 1100                          | 30:10:39,000 |
| 40              | 1.1     | 6   |                     | F. Ratti E. Bolognesi                       | Fiat 509S                           | 30:50:21,200 |
| 41              | 1.1     | 9   |                     | R. Tinarelli V. Marinoni                    | Peugeot 5 HP Tipo MM                | 30:58:08,400 |
| 42              | 1.1     | 7   |                     | C. Dugnani G. Casellato                     | Fiat 509S                           | 32:15:34,000 |
| Ausgefallen     |         |     |                     |                                             |                                     |              |
| 43              | 1.1     | 1   |                     | Giuseppe Rossi R. Battioni                  | Fiat 509S                           |              |
| 44              | 1.1     | 2   | Luigi Fagioli       | Luigi Fagioli G. Pecoraro                   | Salmson 1100                        |              |
| 45              | 1.1     | 5   | Sebastiano Manzoni  | Sebastiano Manzoni Umberto Capello          | Fiat 509S                           |              |
| 46              | 1.1     | 10  |                     | S. Montanari A. Mondini                     | Fiat 509S                           |              |
| 47              | 1.1     | 12  |                     | G. Rivola N. Rossi                          | Salmson 1100                        |              |
| 48              | 1.1     | 14  |                     | R. Mariani M. Ielmini                       | Fiat 509S                           |              |
| 49              | 1.1     | 15  |                     | G. Martinelli Emilio Romano                 | Fiat 509S                           |              |
| 50              | 1.1     | 21  |                     | Giuseppe Gilera B. Ghiringhelli             | Fiat 509S                           |              |
| 51              | 1.1     | 24  |                     | U. Palomba U. Zezzi                         | Fiat 509S                           |              |
| 52              | 1.1     | 27  |                     | P. Perelli C. Tonello                       | Fiat 509S                           |              |
| 53              | 1.1     | 28  |                     | C. Savelli A. Casali                        | Fiat 509S                           |              |
| 54              | 1.1     | 30  |                     | A. Marchesini A. Manganelli                 | Fiat 509S                           |              |
| 55              | 1.5-5.0 | 33  |                     | Pierluigi Alessandrini Camillo Alessandrini | Lancia Lambda                       |              |
| 56              | 1.5-5.0 | 34  |                     | M. Sorrentino G. Muzzicato                  | Lancia Lambda                       |              |
| 57              | 1.5-5.0 | 37  | Alfieri Maserati    | Baconin Borzacchini Ernesto Maserati        | Maserati 26R                        |              |
| 58              | 1.5-5.0 | 38  |                     | A. Cuman C. Macchini                        | Bugatti T37                         |              |
| 59              | 1.5-5.0 | 46  | Officine Meccaniche | Aymo Maggi Franco Mazzotti                  | OM Tipo 665 SMM                     |              |
| 60              | 1.5-5.0 | 47  | SA Alfa Romeo       | Gastone Brilli-Peri Carlo Canavesi          | Alfa Romeo 6C 1750 SS Spider Zagato |              |
| 61              | 1.5-5.0 | 49  |                     | Enrico Benini Rodolfo Caruso                | Alfa Romeo 6C 1750 SS Spider Zagato |              |
| 62              | 1.5-5.0 | 50  |                     | A. Bacchilega G. Brighetti                  | Lancia Lambda                       |              |
| 63              | 1.5-5.0 | 51  |                     | Antonio Masperi A. Barrés                   | Bugatti T43                         |              |
| 64              | 1.5-5.0 | 52  |                     | M. Dafarra M. Medoni                        | Lancia Lambda Testa R.P.            |              |
| 65              | 1.5-5.0 | 56  |                     | M. Antolini C. Lissoni                      | Lancia Lambda Testa R.P.            |              |
| 66              | 1.5-5.0 | 59  |                     | Emilio Giacosa Antonio Lazzari              | Lancia Lambda                       |              |
| 67              | 1.5-5.0 | 60  |                     | Perfecta Vanderschild                       | Voisin 3000                         |              |
| 68              | 1.5-5.0 | 62  |                     | T. Ghirardi C. Lombardi                     | Lancia Lambda                       |              |
| 69              | 1.5-5.0 | 65  |                     | Cesiro Longoni Ugo Marangoni                | Jordan                              |              |
| 70              | 1.5-5.0 | 72  |                     | Giuseppe Guerrero S. Bertanza               | Lancia Lambda                       |              |
| 71              | 1.5-5.0 | 77  |                     | C. Rocchi G. Cudelli                        | Alfa Romeo 6C 1500 SS               |              |
| 72              | 1.5-5.0 | 80  |                     | Gualtieri Garagnani Cesare Renzi            | Bugatti T37                         |              |
| 73              | 1.5-5.0 | 82  |                     | Giuseppe Moretti Ercole Piva                | Alfa Romeo 6C 1750 SS               |              |
| 74              | 1.5-5.0 | 84  | Officine Meccaniche | Luigi Arcangeli Angelo Bassi                | OM Tipo 665 MM 2.107                |              |
| 75              | 1.5-5.0 | 89  |                     | Mario Mazzacurati Amedeo Bignami            | Bugatti T35                         |              |
| 76              | 1.5-5.0 | 91  |                     | Carlo Gazzabini Franelli                    | OM Tipo 665 SMM                     |              |
| 77              | 1.5-5.0 | 94  |                     | Maria Antonietta Avanzo Carlo Bruno         | Alfa Romeo 6C 1750 SS               |              |
| 78              | 1.5-5.0 | 96  |                     | A. Griffini R. Formenti                     | Alfa Romeo 6C 1750 SS               |              |
| 79              | 1.5-5.0 | 99  |                     | Tino Danieli Roberto Serboli                | OM Tipo 665 SMM                     |              |
| 80              | 1.5-5.0 | 101 |                     | Cesare Pastore Italo Ghizzi                 | Lancia Lambda                       |              |
| 81              | 1.5-5.0 | 107 |                     | G. Favero P. Cairati                        | Lorraine-Dietrich Tipo B/3/6        |              |
| 82              | 1.5-5.0 | 108 |                     | A. Tarabini E. Baciocchi                    | Alfa Romeo 6C 1500 SS               |              |
| Nicht gestartet |         |     |                     |                                             |                                     |              |
| 83              | 1.1     | 8   |                     | Antonio Tommasini A. Montesi                | Lombard Tipo AL3                    | 1            |
| 84              | 1.1     | 13  |                     | Bartolo Ferrari                             | Fiat 509S                           | 2            |
| 85              | 1.5     | 16  |                     | G. Lettieri                                 | Fiat 509S                           | 3            |
| 86              | 1.1     | 18  |                     | C. Lissoni Tagliabue                        | B.N.C. 1100                         | 4            |
| 87              | 1.1     | 19  |                     | Bormioli G. Predotti                        | Fiat 509S                           | 5            |
| 88              | 1.1     | 22  |                     | G. Bellini                                  | Peugeot 5 HP Tipo MM                | 6            |
| 89              | 2.0     | 41  |                     | E. Silingardi C. Pezzuoli                   | Alfa Romeo RLSS                     | 7            |
| 90              | 1.1     | 31  |                     | Clemente Biondetti Mario Moradei            | Salmson 1100                        | 8            |
| 91              | 1.5-5.0 | 32  |                     | Eugenio Beria d’Argentine Pietro Garro      | Itala Tipo 65                       | 9            |
| 92              | 1.5-5.0 | 36  |                     | Carlo Bucchetti S. Felicioni                | Itala Tipo 65                       | 10           |
| 93              | 1.5-5.0 | 55  |                     | Carlo Castelbarco                           | Bugatti T43                         | 11           |
| 94              | 1.5-5.0 | 63  |                     | Giovanni Minozzi                            | Bugatti T43                         | 12           |
| 95              | 1.5-5.0 | 66  |                     | Confienti                                   | OM Tipo 665 SMM                     | 13           |
| 96              | 1.5-5.0 | 68  |                     | Pino Griffini                               | Lancia Lambda                       | 14           |
| 97              | 1.5-5.0 | 69  |                     | Manuel de Teffé                             | Alfa Romeo 6C 1500 SS               | 15           |
| 98              | 1.5-5.0 | 88  |                     | Antonio Moriondo Rino Casarotti             | Itala Tipo 65                       | 16           |
| 99              | 1.5-5.0 | 103 |                     | M. Natili T. Vaida                          | Alfa Romeo 6C 1500 SS               | 17           |

1 nicht gestartet
2 nicht gestartet
3 nicht gestartet
4 nicht gestartet
5 nicht gestartet
6 nicht gestartet
7 nicht gestartet
8 nicht gestartet
9 nicht gestartet
10 nicht gestartet
11 nicht gestartet
12 nicht gestartet
13 nicht gestartet
14 nicht gestartet
15 nicht gestartet
16 nicht gestartet
17 nicht gestartet

### Nur in der Meldeliste
Zu diesem Rennen sind keine weiteren Meldungen bekannt.

### Klassensieger
| Klasse  | Fahrer           | Fahrer         | Fahrzeug                            | Platzierung im Gesamtklassement |
| ------- | ---------------- | -------------- | ----------------------------------- | ------------------------------- |
| 1.5-5.0 | Giuseppe Campari | Giulio Ramponi | Alfa Romeo 6C 1750 SS Spider Zagato | Gesamtsieg                      |
| 1.1     | Ernesto Tamburi  | C. Ricceri     | Fiat 509S                           | Rang 26                         |

### Renndaten
- Gemeldet: 99
- Gestartet: 82
- Gewertet: 42
- Rennklassen: 2
- Zuschauer: unbekannt
- Wetter am Renntag: Regen am Start, danach trocken
- Streckenlänge: 1621,000 km
- Fahrzeit des Siegerteams: 18:04:23,000 Stunden
- Gesamtrunden des Siegerteams: 1
- Gesamtdistanz des Siegerteams: 1621,000 km
- Siegerschnitt: 89,670 km/h
- Pole Position: keine
- Schnellste Rennrunde: keine
- Rennserie: zählte zu keiner Rennserie